# Реджо-ди-Калабрии (аэропорт)
Аэропорт Реджо-ди-Калабрии (итал. Aeroporto di Reggio Calabria; IATA: REG, ICAO: LICR), также известный как Аэропорт Стрит — аэропорт в итальянском регионе Калабрия. Открытый в 1939 году, первый в регионе. Обслуживает города Реджо-ди-Калабрия и Мессина. Аэропорт находится в 5 км от города Реджо, до него можно добраться на автомобиле, общественном транспорте или поезде.

## История
В декабре 1927 года Микеле Барбаро направил запрос в министерство о создании промежуточной станции на маршруте Палермо-Неаполь. Первую полосу открыли только в 1939 году и предназначалась она для военных целей, там также размещалось немецкое и итальянское командование.
В 1942 году с аэропорта совершались налёты на Мальту.
11 июля 1943 года аэропорт был разбомблен и выведен из строя американской авиацией.
10 апреля 1947 года состоялся первый гражданский рейс на винтовом самолёте Douglas DC-3 по маршруту Турин — Болонья — Флоренция — Неаполь — Реджо-ди-Калабрия — Палермо.
В 1959 году утверждено расширение аэропорта в целях улучшения туристической инфраструктуры. В 1960 началось строительство новой асфальтовой полосы, которое закончилось только к 1966 году.
10 декабря 1975 года аэропорту было присвоено имя Тито Миннити — младшего лейтенанта Королевских ВВС, погибшего в Восточной Африке 26 декабря 1935 года во время Второй итало-эфиопской войны.
В 1976 аэропорт полностью передан военными в гражданское управление.
В 2017 году управление аэропортом перешло в руки компании Sacal SpA.

## Направления
Текущие рейсы из аэропорта Реджо-ди-Калабрии:
| Авиакомпания | Маршрут |
| ------------ | --- |
| ITA Airways  | Милан — Линате, Рим — Фьюмичино |
| Ryanair      | Барселона, Бове, Берлин, Болонья, Шарлеруа, Дублин, Франкфурт — Хан, Катовице, Лондон-Станстед, Марсель, Милан-Мальпенса, Пиза, Турин, Венеция |

## Трафик
|          | 2019   | 2020   | 2021   | 2022   | 2023   | 2024   |
| -------- | ------ | ------ | ------ | ------ | ------ | ------ |
| январь   | 30322  | 19563  | 5709   | 11837  | 19809  | 22832  |
| февраль  | 25204  | 15770  | 6659   | 11408  | 17926  | 24345  |
| март     | 32597  | 3011   | 6408   | 13126  | 20504  | 27209  |
| апрель   | 34358  | 0      | 10200  | 12242  | 22215  | 33053  |
| май      | 37819  | 0      | 12701  | 16015  | 24860  | 57286  |
| июнь     | 39099  | 15     | 14385  | 18665  | 25286  | 58747  |
| июль     | 36309  | 14582  | 17324  | 19891  | 31717  | 61282  |
| август   | 33361  | 15030  | 17395  | 19525  | 27197  | 61774  |
| сентябрь | 33361  | 17375  | 16344  | 18407  | 24933  | 57648  |
| октябрь  | 22930  | 13867  | 11419  | 18002  | 25867  | 63051  |
| ноябрь   | 21363  | 3147   | 12711  | 20456  | 25408  | 77492  |
| декабрь  | 21483  | 6178   | 16333  | 22701  | 26889  | 79428  |
| Итого    | 365391 | 108538 | 147588 | 202149 | 293261 | 623980 |